# Escape (película de 2024)
Escape (en hangul, 탈주; en hanja, 脫走; romanización revisada, Talju) es una película surcoreana dirigida por Lee Jong-pil y protagonizada por Lee Je-hoon, Koo Kyo-hwan y Hong Xa-bin. Se estrenó el 3 de julio de 2024.

## Sinopsis
El sargento norcoreano Gyu-nam está destinado en una unidad situada muy cerca de la Zona desmilitarizada entre su país y Corea del Sur; sabiendo que en el Norte no tendrá futuro, prepara su fuga al Sur con la esperanza de tenerlo. Pero un soldado raso descubre su plan e intenta escapar primero; Gyu-nam lo intenta detener y por ello se gana la confianza de Lee Hyun-sang, un oficial de la Agencia de Seguridad Nacional. SIn embargo, cuando Gyu-nam logra escapar, comienza una feroz persecución dirigida por Hyun-sang para evitar que cruce la frontera.

## Reparto

### Principal
- Lee Je-hoon como el sargento de primera clase Lim Gyu-nam, un soldado norcoreano que sueña con una nueva vida en el Sur, lejos de su país, donde el futuro está predeterminado.[4][5]
- Koo Kyo-hwan como el mayor Lee Hyun-sang, un oficial del Departamento de Seguridad Nacional de Corea del Norte, un departamento de inteligencia, que inicialmente ascendió a Gyu-nam por detener a un desertor, pero ahora dirige su persecución.[6][7][8][9]
- Hong Xa-bin como Kim Dong-hyuk, un soldado de bajo rango que sueña con escapar como Gyu-nam, pero que fue detenido.

### Secundario
- Seo Hyun-woo como el mayor Cha, el jefe del departamento de policía a cargo del área de campo de batalla de la 1.ª División.[10][11]
- Lee Sung-wook como el primer teniente Hong, un oficial militar perteneciente al Ministerio de Policía a cargo del batallón.[10][12]
- Jung Joon-won como el segundo teniente Park Jun-pyeong, un hombre perfectamente leal a sus sus superiores que no duda en causar amargura a sus subordinados.[10][13]
- Park Yoon-hee como Director del Buró Político General.
- Kim Sang-hoon como el oficial de policía Jung.
- Cha Soon-bae como el comandante de la 1.ª División.
- Yoon Do como un miembro del equipo de Kyunan.[14]
- Woo Jeong-won.[15]

### Apariciones especiales
- Song Kang como Seon Woo-min, alguien que conoce el pasado de Hyun-sang.[16][17]
- Esom como líder de los refugiados.[16]
- Lee Ho-jung como la chica del rifle del grupo de refugiados.[16]
- Hyun Ji-shin como una refugiada.[16]
- Jang Young-nam como la madre de Dong-hyuk.
- Lee Ho-cheol como un general borracho.[10]
- Bae Cheol-soo como él mismo, locutor de radio (solo voz).

## Producción
Escape es una producción de The Lamp Studio. El presupuesto total fue de unos 18 500 millones de wones, el más alto de los estrenados en el verano de 2024, pero muy por debajo de los del verano anterior, como señal de la crisis por la que atravesaba el sector. Dicha cantidad debe desglosarse en 10 000 millones de wones para la producción en sí y 8500 millones para el mercadeo y promoción. Se estimaba que la película quedaría amortizada si alcanzaba los dos millones de espectadores. El mercadeo de la producción estaba enfocado sobre todo a los espectadores de veinteañeros y treintañeros, y en efecto, una vez se estrenó el filme, estas dos categorías superarían el 50 % del total.
El director es Lee Jong-pil (director asimismo de Samjin Company English Class en 2020). El 23 de diciembre de 2021 los medios periodísticos informaron de que Lee Je-hoon había aceptado protagonizar el filme y también que Koo Kyo-hwan había recibido una oferta para participar en la película y la estaba considerando positivamente. Lee Je-hoon había manifestado públicamente en diversas ocasiones su deseo de trabajar con Koo. La productora confirmó ambos nombres el 28 de diciembre y anunció que estaba en fase de preparativos para el rodaje, previsto para el primer semestre del año sucesivo.
El rodaje comenzó en febrero de 2022 y terminó antes de junio del mismo año.
El 24 de mayo de 2024 la productora lanzó dos carteles, uno para cada uno de los protagonistas, y un avance de la película. El 17 de junio se llevó a cabo un pase previo para la prensa en el COEX Megabox en Gangnam-gu, Seúl. El director Lee Jong-pil y los actores Lee Je-hoon y Koo Kyo-hwan asistieron al acto y comentaron algunas cuestiones relacionadas con la producción.
Antes de su estreno en julio, obtuvo una preventa en 163 países, señal de un gran interés en el extranjero.

## Estreno y taquilla
Escape se estrenó el 3 de julio de 2024 en Corea del Sur, y solo dos días después en Estados Unidos y Mongolia. Siguieron Indonesia el 10, SIngapur el 11, Filipinas el 17 y Tailandia y Australia el 18, más Taiwán el 2 de agosto. En su país, ocupó el primer lugar en la taquilla general el día de su estreno, con 112 658 espectadores. El índice CGV Golden Egg, que muestra el grado de satisfacción de quienes acaban de ver una película, marcó el 92 %. A los diez días de su estreno superó el millón de espectadores. Más adelante, fue la primera producción surcoreana estrenada en el verano que alcanzó el punto de equilibrio financiero, cuando superó los dos millones de espectadores a los veintiún días de su estreno. El director y Lee Je-hoon y Koo Kyo-hwan agradecieron públicamente en un vídeo el hito logrado. Al final de su período de exhibición, había venido 2 558 297 entradas en 1234 salas de cine, para una taquilla total del equivalente a 18 023 673 dólares. Al 23 de agosto de 2024 se encontraba por este concepto en la cuarta posición en la lista de las películas surcoreanas estrenadas en el año 2024.

## Crítica
Han Hyeon-jeong, en Star Today, escribe que el punto fuerte del filme reside en que «no es una simple historia de un soldado desertor que deserta de Corea del Norte, sino que describe el deseo humano universal y fundamental de escapar a algún lugar en aras de sus propias aspiraciones. Se diferencia de otros géneros y persecuciones ambientados en Corea del Norte en que su objetivo era transmitir el mensaje de que es importante elegir el futuro que deseas, en lugar de los estándares establecidos por la sociedad». Y concluye: «La música aumenta la tensión de la carrera ininterrumpida y la actuación de los actores secundarios del ejército norcoreano es buena. Hay muchos elementos atractivos en muchos sentidos, pero es decepcionante que no puedan organizarse de manera armoniosa, ordenada o combinada con cuidado. Un mensaje profundo y una energía poderosa se empaquetaron en una trama ultrasimple».
Rhythm Zaveri (Asian Movie Pulse) señala como elementos novedosos en este subgénero de la confrontación entre las dos Coreas que Lee Jong-pil no cae en la tentación de mostrar el Norte empobrecido, como es habitual en las producciones del Sur, sino que se centra en la vida militar, y «logra mostrar tanto el nacionalismo acérrimo de los soldados del Norte como el atractivo, por diversas razones para diversas personas, que tiene la vida en el Sur». Otro elemento novedoso que toca, aunque superficialmente, es el de la homosexualidad en el Norte. Pero donde más brilla el director es en cómo describe los intentos de huida y la persecución, en escenas realizadas «con mucha seguridad y eficacia». Escribe finalmente que «dejando de lado algunos problemas narrativos, termina siendo una persecución muy entretenida, emocionante y memorable, gracias en gran parte a sus dos actores muy eficientes».